# Dendrobium reineckei
Dendrobium reineckei är en orkidéart som beskrevs av Rudolf Schlechter. Dendrobium reineckei ingår i släktet Dendrobium, och familjen orkidéer. Inga underarter finns listade i Catalogue of Life.